# Portrait d’une actrice
Portrait d’une actrice est une nouvelle d'André Maurois traitant de la vie de la tragédienne britannique Sarah Siddons et publiée pour la première fois en 1925 chez M-P Trémois, puis en 1926 au sein du recueil Meïpe ou la Délivrance avant d'être définitivement incluse au sein des Mondes imaginaires en 1929.

## Résumé
Portrait d’une actrice raconte de manière romancée la carrière de la tragédienne Sarah Siddons, née Sarah Kemble, mariée précocement à un acteur sans talent dont elle a deux filles, Sally et Maria. Quand son ami le peintre Thomas Lawrence, jeune prodige en passe de devenir le portraitiste le plus fameux d'Angleterre, lui demande la main de la première, charmante mais d'un caractère grave, elle accepte de laisser les jeunes gens se fiancer avec beaucoup d'inquiétude, connaissant la réputation de frivolité de l'artiste : Lawrence, en effet, ne tarde pas à tomber amoureux de la cadette Maria, dont la caractère enclin au badinage est à l'opposé de celui de Sally. Cette dernière, ayant constaté ce changement de sentiments de son amant, décide de s'effacer pour le bonheur de sa sœur, et parvient à convaincre sa mère d'accepter ce revirement.
Cependant les deux sœurs sont de santé fragile, et Maria tombe malade : Lawrence, d'abord présent chaque jour à son chevet, finit par la négliger au fur et à mesure que son état empire, et se prend à nouveau d'affection pour Sally ; il annonce ce nouveau revirement à Mrs. Siddons et à ses filles, ce qui a pour effet d'aggraver l'état de Maria. Sally, bien qu'amoureuse, se refuse cependant à voir à nouveau Lawrence tant que sa sœur n'est pas remise ; celle-ci, mourante, est placée chez une amie de Mrs. Siddons, Mrs. Pennington, où elle finit par succomber en présence de sa mère et de sa sœur, non sans avoir fait promettre à cette dernière de ne jamais épouser Lawrence.
Si Sally parvient sans difficulté à s'en tenir à son serment dans un premier temps, malgré les assauts du peintre qui tente de la reconquérir, elle finit par souffrir de son impossibilité à lui céder lorsqu'elle constate que celui-ci se détourne peu à peu d'elle : l'annonce des fiançailles de ce dernier avec une autre femme lui porte un coup très rude. Alors que l'état de santé de Sally s'aggrave lentement, Mrs. Siddons est obligée de partir donner une série de représentations en Irlande ; là-bas, elle apprend que son aînée est au plus mal, et ne peut rentrer à Londres assez vite pour la revoir une dernière fois vivante. La nouvelle s'achève lors d'un représentation du Roi Jean de Shakespeare, où Sarah Siddons incarne Constance, la mère éplorée du jeune Arthur. Devant le parterre ému, celle-ci peut enfin laisser libre cours à son chagrin et songe en son for intérieur : « Je n'ai jamais été meilleure. »

## Éditions

### Éditions francophones
- André Maurois, Portrait d'une actrice, portrait gravé par Gorvel d'après une peinture de Lawrence, Paris, M. P. Trémois, 1925, 117 p.[1]

- André Maurois, Meïpe ou la Délivrance, Paris, Bernard Grasset, 1926, 224 p.[2]
- André Maurois, Meïpe ou la Délivrance, bois originaux de Emmanuel Poirier, Paris, V. Ferenczi et fils, coll. « Le livre moderne illustré », 1927, 158 p.[3]
- André Maurois, Les Mondes imaginaires, Paris, Bernard Grasset, 1929 (réédition en 1930), 251 p.[4]
- André Maurois, Œuvres complètes : Les Mondes impossibles - Les Mondes imaginaires - Tu ne commettras point d'adultère, t.  VII, bois de Louis Jou, Paris, Grasset, 1951[5].

### Traductions
- André Maurois, Mape, traduction anglaise d'Eric Sutton avec quatre gravures de Constance Grant, Londres, John Lane et The Bodley Head, 1926.
- André Maurois, Mape : The World of Illusion. Goethe, Balzac, Mrs. Siddons, New York, D. Appleton, 1926.